# Sandkrypesläktet
Sandkrypesläktet (Abronia) är ett släkte i familjen underblommeväxter. Släktet finns i västra Nordamerika och Mexiko. En art, sandkrypa (A. umbellata), odlas som ettårig prydnadsväxt utomhus.

## Arter
Enligt Catalogue of Life innehåller släktet följande 39 arter:
- Abronia acutalata
- Abronia alba
- Abronia alpina
- Abronia ameliae
- Abronia ammophila
- Abronia angustifolia
- Abronia argillosa
- Abronia bigelovii
- Abronia bolackii
- Abronia breviflora
- Abronia californica
- Abronia carnea
- Abronia covillei
- Abronia crux-maltae
- Abronia elliptica
- Abronia fallax
- Abronia fragrans
- Abronia glaucescens
- Abronia gracilis
- Abronia insularis
- Abronia latifolia
- Abronia macrocarpa
- Abronia maritima
- Abronia mellifera
- Abronia micrantha
- Abronia minor
- Abronia nana
- Abronia nealleyi
- Abronia neurophylla
- Abronia parviflora
- Abronia pedunculata
- Abronia platyphylla
- Abronia pogonantha
- Abronia rosea
- Abronia turbinata
- Abronia umbellata
- Abronia variabilis
- Abronia villosa